# Julio Rafael Contreras
Juillet Rafael Contreras Roqué (30 novembre 1933 -  18 mai 2017) est un biologiste argentin spécialisé en histoire des sciences, écologie, zoologie des Vertébrés et biologie évolutive. Son travail principal a été le suivi et la reconstruction de l'histoire évolutive des rongeurs souterrains sud-américains de la famille des Ctenomyidae, pour laquelle il a mené des expéditions dans le Nord argentin, en Bolivie et au  Paraguay. Il a aussi constitué d'importantes collections de Vertébrés, dont la plupart sont conservées à Buenos Aires au Musée argentin des sciences naturelles.

## Biographie
Il a eu une importante activité comme membre du conseil scientifique du Conseil national de la recherche scientifique et technique de l'Argentine (CONICET). Il a enseigné du niveau secondaire au supérieur, terminant sa carrière universitaire à l'Université nationale du Comahue (es) à San Carlos de Bariloche.
Il a créé le Programme de Biologie Basique et Appliquée Subtropical (PROBBAS), dépendant du CONICET et basé à Corrientes, qui a servi de base d'opérations pour ses travaux dans le bassin de la Plata.
Il a été professeur à Séville, en Espagne. Il a dirigé des Instituts de recherche scientifique en Argentine jusqu'à sa retraite, s'installant ensuite au Paraguay, dont il a parcouru la majeure partie pendant ses trois dernières décennies, étudiant son histoire naturelle et sa géographie, décrivant des espèces nouvelles de la faune locale et interprétant des phénomènes géographiques particuliers. Il a fait partie de l'équipe fondatrice de l'Université nationale de Pilar (es).
Il a publié des livres et plus de 250 contributions dans des revues spécialisées. À partir de 1995, il a été enseignant-chercheur de l'Université nationale de Pilar (es) et directeur de l'Institut de recherche bioécologique subtropicale “Félix de Azara” de celle-ci (IBIS). Il a donné des cours sur la philosophie et l'épistémologie des sciences. Il a aussi été membre correspondant de l'Académie paraguayenne d'histoire (es) et de la Société scientifique du Paraguay, et le responsable paraguayen d'un programme spécialisé de l'Institut panaméricain de géographie et d'histoire (es). Il a travaillé sur l'histoire de la science hispano-américaine, à laquelle il a consacré ses derniers livres. En 2008, il a été le premier Américain à recevoir le “Prix International Félix de Azara” pour la recherche scientifique, décerné par la Province de Huesca en Espagne.
Dans les années 1980, il a partagé la préoccupation des ONG de conservation de la nature devant le projet de construction de barrages à fort impact écologique dans le bassin de la Plata. Il ne leur a pas seulement apporté ses connaissances et son soutien, mais il a présidé le chapitre de Corrientes de la Fondation Vida Silvestre Argentina. Dans le même esprit, il a contribué à la formation d'une génération de naturalistes, conservationnistes, éducateurs environnementaux et historiens de la science, dont ses deux enfants (Andrés et Yolanda) et Juan Carlos Chébez (es) (1962-2011), Adrian Giaccino, Claudio Bertonatti (es), Carlos Fernandez Balboa et Horacio Aguilar.
Il est l'auteur de quelque 250 travaux scientifiques (articles, monographies et ouvrages) publiés dans des revues spécialisées en Argentine et au delà. Il a participé à des recherches fondamentales et appliquées, présenté des communications et lors d'innombrables congrès scientifiques régionaux et internationaux, donné des  conférences, des cours universitaires, participé à des conseils et reçu des distinctions pour son œuvre scientifique. Une fois retraité, il a continué son travail comme chercheur associé au département des Vertébrés du Musée argentin des sciences naturelles de Buenos Aires.
En 2012, il a publié une biographie du naturaliste et explorateur espagnol Félix de Azara en trois tomes, considérée comme son œuvre la plus importante en matière historique. La même année, l'Université Maimonide (es) de Buenos Aires l'a nommé  docteur honoris causa et en mars 2013 il a reçu le même titre de l'Université nationale de Pilar (es).
Curieusement, il est mort un 18 mai, le jour anniversaire de la naissance du naturaliste Félix de Azara, auquel il avait consacré une grande partie de sa vie.

## Apports
Il a été pionnier dans la réalisation de l'atlas ornitho-géographique sud-américain (avec ses collaborateurs, pour les provinces argentines de Chaco et Formosa) et laisse beaucoup d'inédits. Il a décrit de nouvelles espèces et d'autres lui ont été dédiées.
Dans ses dernières années, outre la poursuite de ses travaux ornithologiques et entomologiques, il s'est consacré à développer l'histoire des sciences, à travers des biographies consacrées à Marie François Xavier Bichat, Aimé Bonpland, Guido Boggiani, Elio Massoia (es) et surtout Félix de Azara, dont il est le principal spécialiste. Comme son fils, le zoologiste Andrés Oscar Contreras Chialchia - mort le 2 juillet 2013 à Pilar, au Paraguay, il laisse de nombreux travaux inédits. Son épouse, la biologiste Amalia Chialchia, a pris sa retraite, mais sa fille, Yolanda E. Davies est toujours technicienne au Musée argentin des sciences naturelles.
La profondeur et la diversité de son érudition en ont fait un des plus grands naturalistes et encyclopédistes argentins. Il a fait don de sa bibliothèque à diverses institutions comme la Bibliothèque nationale du Paraguay (es), la bibliothèque de la Fondation d'Histoire Naturelle Félix de Azara, la Faculté d'Humanités et Sciences de l'Éducation de l'Université nationale de Pilar (es), à une école de Formosa et à ses disciples selon leurs centres d'intérêt. Il a aussi donné avec son épouse un immeuble, une bibliothèque et d'autres biens à la Fondation pour la Terre du Paraguay.
Il a décrit plusieurs nouvelles espèces de mammifères, comme les tuco-tucos du Chasicó (Ctenomys chasiquensis) en 1970, des Paramillos (C. paramilloensis) en 1975, de Guaymallén (C. validus) en 1977, du Chaco (C. argentinus) en 1982, de Bonetto (C. bonettoi) en 1982, de Yolanda (C. yolandae) en 1984, de Roig (C. roigi) en 1988, de Pilar (C. pilarensis) en 1993 et de Reig (C. osvaldoreigi).
Un genre de petits rongeurs sud-américains lui a été dédié (Juliomys, dans la famille des Cricetidae, comprenant actuellement quatre espèces), ainsi qu'une espèce d'amphibien (Telmatobius contrerasi) et deux sous-espèces d'oiseaux (Geositta cunicularia contrerasi et Cyclarhis gujanensis contrerasi).